# Гражданская война во Франкском государстве (714—719)
Гражданская война во Франкском государстве (нид. Frankische Burgeroorlog) — вооружённый конфликт между франками в 715—719 годах.

## Ход войны
В 714 году умер майордом Пипин Геристальский. Дворянство Нейстрии и Бургундии увидело в его смерти возможность избавиться от австразийского господства. Они хотели вернуться к ситуации, которая существовала до того, как Пипин объединил все франкские территории под одной властью. Возглавляемая Раганфредом нейстрийская знать устроила заговор сразу после того, как Пипин был похоронен вместе со своими предками и сыновьями в Меце. Они убедили франкского короля Дагоберта III назначить Рагенфреда новым майордомом вместо предполагаемого преемника Пипина Теодоальда. 
Когда стало известно, что король Дагоберт тем временем назначил Рагенфрида майордомом, Плектруда, жена покойного майордома Пипина проигнорировала это и отправила Теодоальда с армией из Кёльна на юг, чтобы изменить решение короля.
Войска Нейстрии и Австразии встретились 26 сентября 715 года в битве при Компьене в Куизском лесу, расположенном между Сен-Жан-де-Кюиз и Кюиз-ла-Мотт в Нейстрии. Нейстрийцы под командованием Рагенфреда нанесли поражение войску австразийцев во главе с Теодоальдом, а затем взяли и Кёльн, чтобы подчинить Плектруду.
В войну вмешался фризский король Радбод, и вскоре ему удалось вернуть бывшие фризские территории, которые он уступил Пипину после проигранной войны в 690 году. Затем он занял устье Рейна и продвинулся со своей армией вверх по реке к Кёльну, столице Австразии. В 716 году фризы в битве при Кёльне разбили наспех собранную армию Карла Мартелла. Позднее в том же году в битве при Амблеве Карлу Мартеллу удалось разгромить нейстрийцев Хильперика II и Рагенфрида.
После поражения в битве при Амблеве Хильперик II и Рагенфрид вернулись в Нейстрию. 21 марта 717 года в сражении при Венси, недалеко от современного Камбре Карл Мартелл снова победил своих противников и преследовал их до Парижа. 
После поражения в битве при Венси Хильперик II и Рагенфрид объединились с Одо Аквитанским, герцогом Аквитании, и двинулись на Суассон. Однако Карл ожидал этого и ждал их с опытной армией. Армия Карла легко разгромила его противников в битва при Суассоне в 718 (719?) году, после чего они сдались, а Карл Мартелл стал фактическим правителем всей Франкской империи.
Устранив всех своих противников во франкском государстве, Карл Мартелл к 720 году подчинил фризов к западу от пролива Вли (совр. Зеландия, Голландия и Утрехт).